# Vladimir Vozian
Vladimir Vozian (în rusă Владимир Возиян; n. 4 mai 1962 – d. 25 decembrie 1981, Afganistan) a fost un militar sovietic moldovean, participant la Războiul din Afganistan. A fost ucis în luptă în anul 1981, fiind decorat postum prin decretul prezidiului Sovietului Suprem al URSS cu Ordinul Steaua Roșie.

## Biografie
S-a născut în satul Hlinaia din raionul Slobozia, RSS Moldovenească, URSS (actualmente în Transnistria, Republica Moldova). După ce a absolvit școala, a intrat la școala tehnică din Drochia, unde a însușit profesia de sudor, lucrând o perioadă la fabrica de conserve „Oktiabr”.
La 21 octombrie 1980, a fost înrolat în Armata Sovietică de către Comisariatul Militar al raionului Slobozia din RSSM. A fost instruit în districtul militar din Turkestan, unde a primit specialitatea militară de genist. În ianuarie 1981, a fost trimis în Republica Democratică Afganistan pentru continuarea serviciului militar.
A participat la ostilități împotriva formațiunilor armate mujahedine, fiind un genist în batalionul 19 al celui de-al 45-lea Regiment de ingineri, de mai multe ori și-a arătat curajul în cursul deminării rutelor de convoaie militare. La 5 decembrie 1981, Vozian și tovarășii săi au participat la o luptă împotriva forțelor numeric superioare ale inamicului, încercând să împiedice capturarea unei înălțimi strategice. La sfârșitul bătăliei, a fost aruncat în aer de o mină inamică, murind la scurt timp din cauza rănilor.
A fost înmormântat în cimitirul satului natal. O stradă din Hlinaia poartă numele militarului, iar pe școala din localitate a fost instalată o placă memorială.